# Anja Höfer
Anja Höfer (* 1971 in Neubeckum, Westfalen) ist eine deutsche Journalistin, Hörfunk- und Fernsehmoderatorin.

## Leben
Höfer legte 1991 das Abitur am Thomas-Morus-Gymnasium im westfälischen Oelde ab und studierte bis 1999 an der Ruprecht-Karls-Universität Heidelberg Germanistik und Philosophie. Seit ihrer Schulzeit war sie freie Mitarbeiterin bei den Tageszeitungen Die Glocke und Rhein-Neckar-Zeitung. Später absolvierte sie Praktika beim Kulturfernsehen und der Wochenzeitung Die Zeit.
Von 2000 bis 2002 absolvierte sie ein journalistisches Hörfunk- und Fernsehvolontariat beim Südwestrundfunk. Höfer moderierte im Wechsel mit dem Franzosen Vincent Josse bis 2013 das wöchentliche Kulturgespräch Square auf ARTE sowie die Sendung Wortwechsel  im SWR-Fernsehen. Von 2009 bis 2011 moderierte sie das Kulturmagazin Metropolis auf ARTE. Sie wirkt bei der SWR-Sendung Ich trage einen großen Namen mit, zunächst als „Lotsin“, seit 2020 im Rateteam. Außerdem war sie die Moderationsvertretung für Markus Brock beim SWR-Kulturmagazin Nachtkultur.
Im Hörfunk ist sie regelmäßig als Moderatorin der Magazine Journal am Morgen, SWR2 am Morgen und Kultur aktuell sowie SWR2 am Samstagnachmittag – Kultur und Lebensart in SWR2 zu hören. 2010 moderierte sie gemeinsam mit Rainer Maria Jilg die sechsteilige Sendereihe oper kompakt im SWR-Fernsehen.
Höfer ist Alumna der Studienstiftung des deutschen Volkes.

## Veröffentlichungen
- Johann Wolfgang von Goethe. 4. Aufl., dtv, 2005, ISBN 3-423-31015-4
- Heiterkeit auf dunklem Grund. Zu Goethes Kunstanschauung. In: Detlev Schöttker (Hrsg.): Philosophie der Freude. Von Freud bis Sloterdijk. Reclam, Leipzig 2003